# Euscelus angusutus
Euscelus angusutus es una especie de coleóptero de la familia Attelabidae.

## Distribución geográfica
Habita en Ecuador.